# Международный день солидарности с палестинским народом

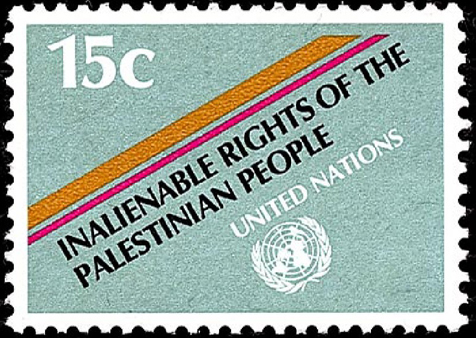
Почтовая марка ООН «Неотъемлемые права палестинского народа» (1981)

Международный день солидарности с палестинским народом, введённый резолюцией № 32/40 Генеральной Ассамблеи ООН от 2 декабря 1977 года, отмечается ООН ежегодно, 29 ноября.

## Предыстория
13 мая 1947 года была сформирована специальная комиссия ООН по Палестине. Большинство её участников предложило план раздела Подмандатной Палестины на арабское и еврейское государства, с оставлением Иерусалима под международным контролем. 29 ноября 1947 года он был утверждён Генеральной Ассамблеей ООН. План был одобрен еврейскими лидерами и отвергнут арабскими, принципиально противившимися созданию еврейского государства.
Последовала Арабо-израильская война, в ходе которой почти половина территорий, которые ООН предлагала выделить под новое арабское государство, а также Западный Иерусалим, вошли в государство Израиль. Из остальных территорий, предназначавшихся государству палестинских арабов, Западный берег реки Иордан, включая Восточный Иерусалим, вошёл в состав Иордании, а Сектор Газа перешёл под контроль Египта. План ООН не был реализован. Другими результатами войны стали исход и изгнание из Израиля, по различным оценкам, от 340 до 700 тыс. палестинских арабов-беженцев, а также исход и изгнание из мусульманских стран от 800 тыс. до 1 млн. евреев.

## Учреждение и проведение
2 декабря 1977 года в резолюции № 32/40 Генеассамблея обратилась с просьбой к Генеральному секретарю ООН учредить спецгруппу по правам палестинцев, одной из задач которой было поставлено, совместно с Комитетом по осуществлению неотъемлемых прав палестинского народа, организовывать ежегодное проведение Международного дня солидарности с палестинским народом.
Официально заявленной целью Дня солидарности является «достижение неотъемлемых прав палестинского народа, включая право на возвращение и право на национальную независимость и суверенитет в Палестине». Его проведение сопровождается культурными мероприятиями, включая фотовыставки, демонстрацию видеоматериалов и предметов искусства. 
В 2004 году в резолюции № 58/19 Генеральная Ассамблея попросила Комитет по правам палестинцев и Отдел по правам палестинцев секретариата ООН продолжать организовывать ежегодные выставки по теме «Права палестинцев» в рамках Дня солидарности.  Генассамблея также предложила членам ООН продолжать обеспечивать широкую поддержку проведения данного мероприятия.
В 2018 году политический обозреватель CNN Марк Ламонт Хилл призвал на мероприятии в честь Дня солидарности к «свободной Палестине от реки до моря», повторив лозунг, используемый палестинцами, отвергающими компромиссы c Израилем, включая группировку ХАМАС, призывающую к его уничтожению. В результате Хилл был уволен из CNN.

## Критика
Энн Герцберг и Рэйчел Хиршфельд из НКО NGO Monitor считают учреждение этого дня частью усилий Генассамблеи ООН по демонизации Израиля и евреев, отмечая, что «нет другого <...> комитета ООН или дня солидарности ООН, специально предназначенных для продвижения политического дела одного народа за счет другого». Они усматривают иронию в том, что выбранная дата, 29 ноября, — день принятия в 1947 году Плана ООН по разделу Палестины, отвергнутого её арабским населением и странами арабского мира в попытке не допустить создания еврейского государства. Герцберг и Хиршфельд заявляют, что концепция предполагаемого «возвращения» палестинцев, поддерживаемая мероприятием, противоречит сути решения 1947 года о разделе территории, и будет означать ликвидацию еврейского и демократического государства Израиль. Они также указывают на тесную связь мероприятия с кампаниями по бойкоту Израиля.
Фонд защиты демократий отмечал, что «выступавшие на мероприятиях в День солидарности пропагандировали кровавые наветы на Израиль, сравнивали действия Израиля с действиями нацистов и выступали за „свободную Палестину от реки до моря“».
На мероприятии по случаю Дня солидарности, проведённом ООН 29 ноября 2005 года, висела карта Ближнего Востока, на которой отсутствовал Израиль. В своём письме от 3 января 2006 генсеку ООН Кофи Аннану, посол США в ООН Джон Болтон раскритиковал ООН за её антиизраильскую повестку дня и отметил, что Государство Израиль «стёрто с карты», представленной ООН.